# پریم‌چند
پریم‌چند (اردو: منشی پریم چند) (زاده ۳۱ ژوئیهٔ ۱۸۸۰ – درگذشته ۸ اکتبر ۱۹۳۶) یک نویسنده اهل هند بود.